# Categoría discreta
En matemáticas específicamente en teoría de categorías una categoría discreta es una categoría cuyos únicos morfismos son los morfismos identidad.

## Definición
Una categoría {\displaystyle C} es una categoría discreta si
homC(X, X) = {idX} para todos los objetos X en {\displaystyle C}.
homC(X, Y) = ∅ para todos los objetos X ≠ Y en {\displaystyle C}.

## Algunos hechos
Debido a la definición de categoría, siempre existe el morfismo identidad entre un mismo objeto es equivalente la siguiente decir que
|homC(X, Y)| es 1 cuando X = Y y 0 cuando X es distinto de Y
Claramente cualquier clase de objetos genera una categoría discreta. Una categoría es discreta si y solo si todas sus subcategorías son subcategorías plenas.
Cualquier subcategoría de una categoría discreta es una categoría discreta
El límite de un funtor de una categoría discreta en alguna otra categoría coincide con la noción de producto de forma dual el colímite coincide con la noción de coproducto.